# Pseudoceratoppia horaki
Pseudoceratoppia horaki är en kvalsterart som först beskrevs av Sandór Mahunka 1980.  Pseudoceratoppia horaki ingår i släktet Pseudoceratoppia och familjen Ceratoppiidae. Inga underarter finns listade i Catalogue of Life.